# Heterolaophonte pauciseta
Heterolaophonte pauciseta is een eenoogkreeftjessoort uit de familie van de Laophontidae. De wetenschappelijke naam van de soort is voor het eerst geldig gepubliceerd in 1936 door Lang.